# Centrale idroelettrica

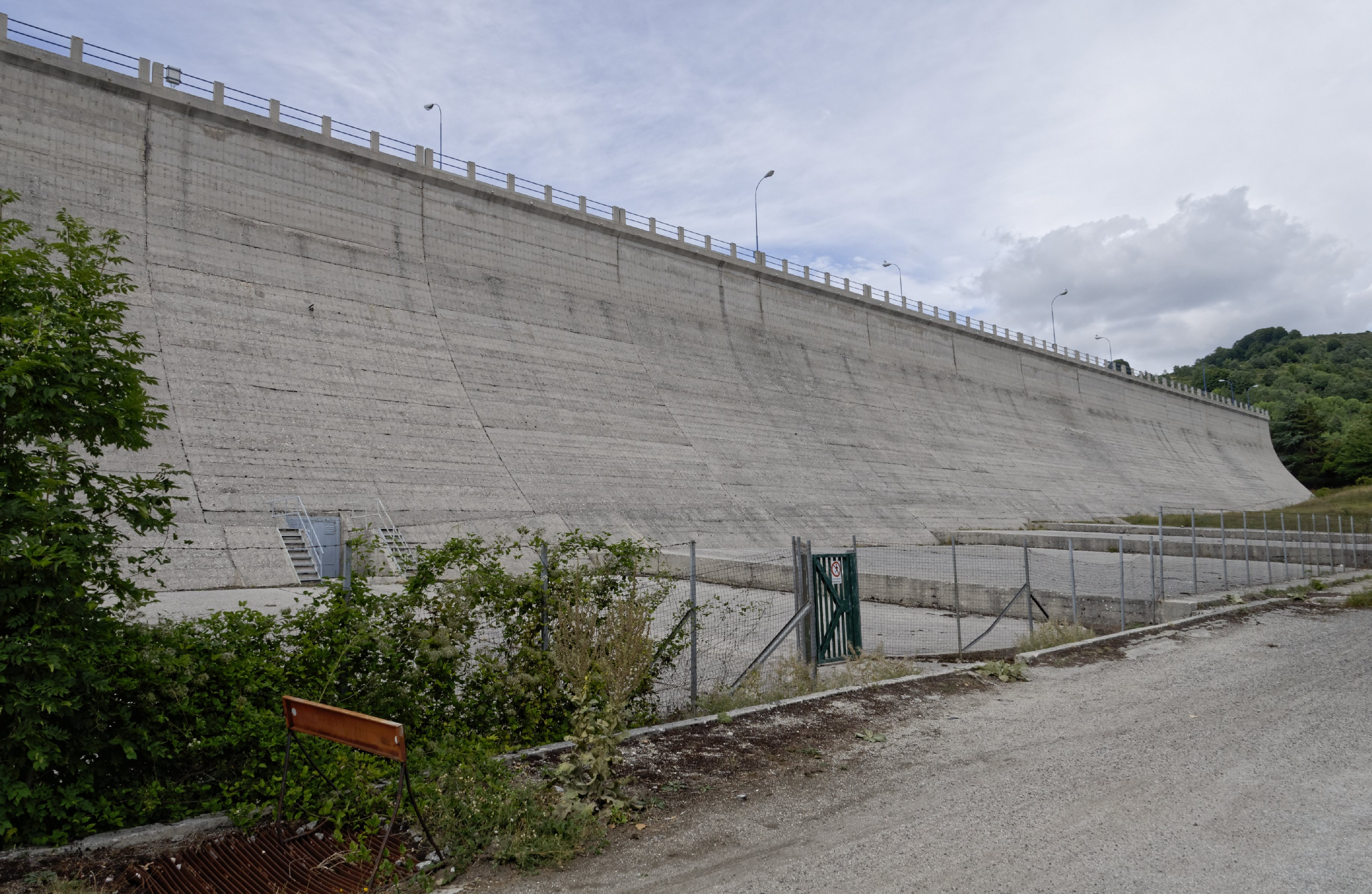
Diga del lago di Campotosto, il più grande bacino artificiale d'Italia

Una centrale idroelettrica è un insieme di opere di ingegneria idraulica posizionate in una certa successione, accoppiate ad una serie di macchinari elettrici idonei (es. alternatore e trasformatore) allo scopo di ottenere la produzione di energia elettrica da masse d'acqua in movimento ovvero idonee alla conversione da energia cinetica a energia elettrica.

## Descrizione
Le centrali idroelettriche hanno la particolarità di poter essere attivate e disattivate in pochi minuti con l'immediata apertura delle saracinesche idrauliche, dando quindi la possibilità di coprire facilmente gli improvvisi picchi di richiesta di produzione di energia elettrica che si possono verificare. Al contrario, gran parte delle centrali termoelettriche e nucleari hanno tempi di accensione più lunghi, anche di decine di ore, necessari per la regimazione termica del macchinario e sono pertanto una tipologia di impianti di tipo "sempre acceso" (o "di base").

### Svantaggi
Un problema connesso alle centrali idroelettriche è il progressivo interramento in cui inevitabilmente vanno incontro, nel tempo, i bacini di accumulo. Per evitare ciò, questi devono essere periodicamente dragati.
Problemi ambientali possono essere costituiti dal fatto che gli sbarramenti (dighe) bloccano il trasporto solido dei fiumi (sabbie e ghiaie) alterando l'equilibrio tra l'apporto solido e l'attività erosiva nel corso d'acqua a valle (erosione del letto del fiume e, talvolta, "taglio dei meandri" per la maggiore velocità) fino al mare dove, per il diminuito o nullo apporto solido si assiste al fenomeno dell'erosione delle coste. Grandi bacini idroelettrici inoltre possono in alcuni casi avere impatti ambientali e socio-economici di diversa entità o gravità sulle zone circostanti (modifica del paesaggio e distruzione di habitat naturali, spostamenti di popolazione, perdita di aree agricole, ecc.) e lo studio di fattibilità deve essere particolarmente accurato soprattutto per quanto concerne l'analisi puntuale della geologia dei versanti e delle "spalle" su cui si attesterà la diga non tralasciando alcun particolare.
Solo così si potranno evitare tragedie quali quella della valle del Vajont, che nell'autunno del 1963 cancellò la cittadina di Longarone e altri due centri del fondovalle causando 1917 vittime. Tanti di questi problemi ambientali non si presentano negli impianti "MINI-HYDRO", che nella maggior parte dei casi non necessitano della costruzione di dighe (vedi Centrali ad acqua fluente).

## Classificazione

### Centrali ad acqua fluente

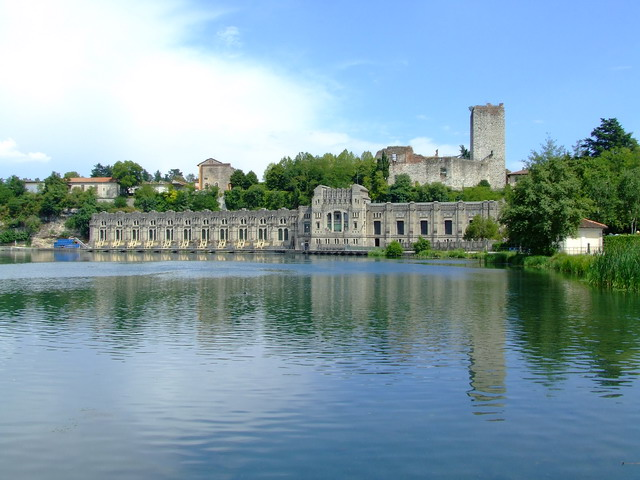
L'antica Centrale idroelettrica Taccani, a Trezzo sull'Adda in Provincia di Milano

Si trovano soprattutto dove grandi masse d’acqua di fiumi superano dislivelli modesti; l'acqua viene convogliata in un canale di derivazione (non una condotta forzata) e attraverso questo inviata alle turbine che ruotano grazie alla spinta dell'acqua, producendo così il movimento delle turbine, ognuna delle quali è accoppiata a un alternatore che trasforma il moto di rotazione in energia elettrica.
La velocità impressa dall'acqua alle turbine viene generata attraverso una differenza di quota, detta "salto", che si traduce in pressione idrodinamica alla quota in cui sono posizionate le turbine.

### Centrali a bacino

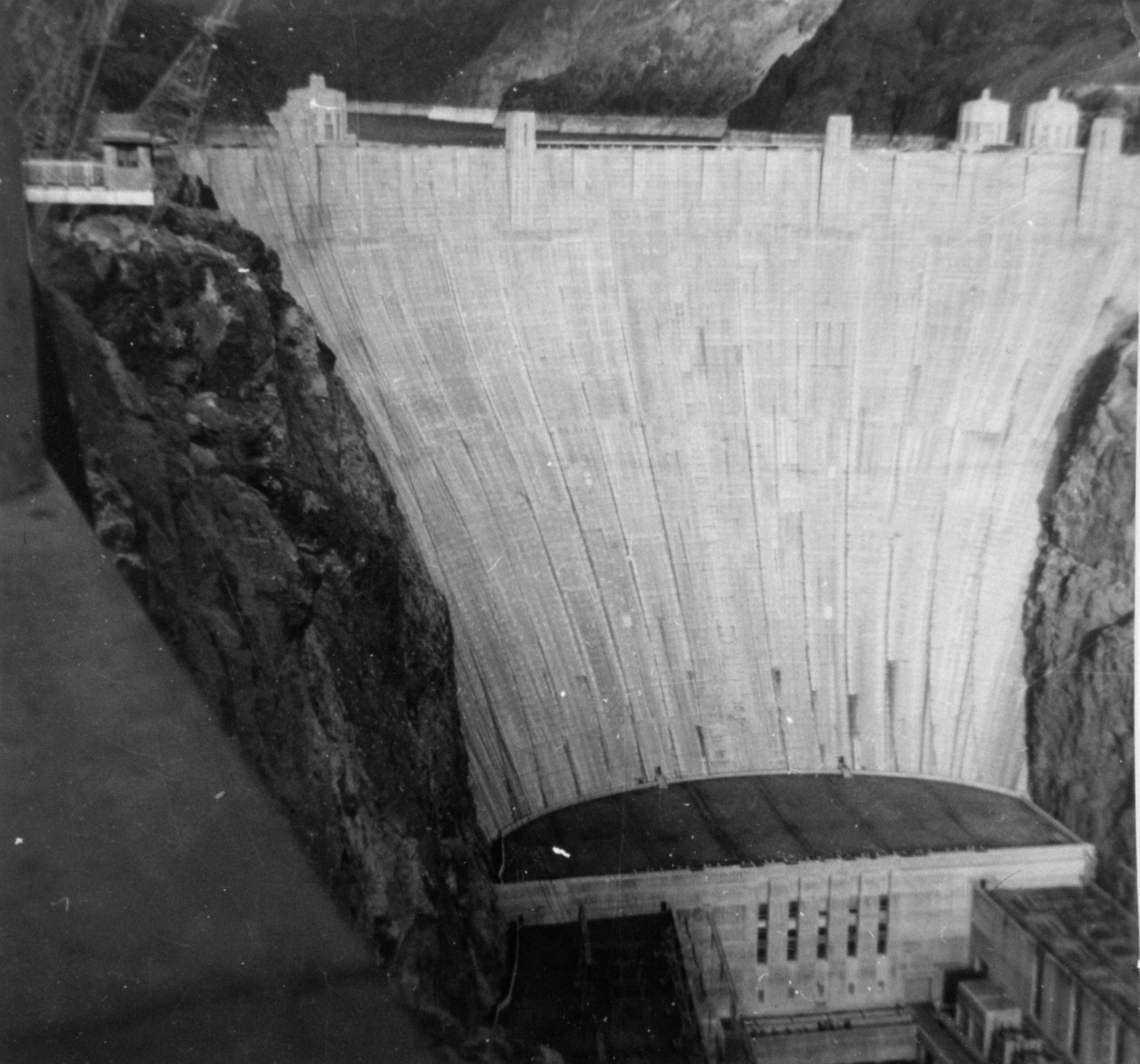
Diga ad arco utilizzata per produrre corrente elettrica

A differenza delle "centrali ad acqua fluente" viene creato un lago artificiale, detto bacino di carico, per mezzo dello sbarramento di una gola fluviale con una diga, da cui partono delle condotte forzate, le quali vengono arricchite da un pozzo piezometrico (interposto prima della turbina) che smorza ed evita gli effetti dirompenti del colpo d'ariete (enormi sovrappressioni che si generano quando la turbina viene fermata tramite la chiusa della condotta). A valle è presente un bacino di calma dove le acque turbolente appena uscite dalla centrale vengono fatte placare prima della reimmissione nel flusso normale del fiume.

### Centrali con impianti ad accumulo

Esempio di una centrale idroelettrica dotata di impianto di pompaggio

A differenza delle "centrali a bacino", le centrali con impianti ad accumulo sono dotate di un bacino di raccolta anche a valle: l'acqua che ha generato energia elettrica durante il giorno passando nelle turbine può essere riportata dal bacino di valle al bacino di monte durante le ore di minor richiesta di energia (ad esempio di notte), mediante pompaggio, utilizzando per questa operazione l'energia elettrica in eccesso prodotta dalle centrali di tipo "sempre acceso" e non diversamente accumulabile. In altre parole il bacino di monte viene "ricaricato" durante la notte e le masse d'acqua riportate a monte possono quindi essere riutilizzate nelle ore di maggiore richiesta energetica.
In tali impianti ad accumulo si realizzano gruppi ternari di macchine, ossia la turbina, la pompa e il macchinario elettrico che, essendo reversibile, funziona all'occorrenza da generatore o da motore. Nel caso l'impianto sia dotato esclusivamente di un bacino di monte e un bacino di valle (senza dunque una componente "fluente"), la centrale viene detta centrale idroelettrica a ciclo chiuso o anche centrale di pompaggio. In taluni impianti è inoltre possibile sfruttare la reversibilità di talune turbine, come ad esempio la turbina Francis, che nel suo funzionamento inverso funziona da pompa, riducendo i costi di impianto e di manutenzione, a fronte di una accettabile perdita di rendimento. Di questo tipo è la centrale di pompaggio da 1000 MW di Edolo, in provincia di Brescia, che utilizza 8 turbo-pompe Francis da 125 MW.
Esistono installazioni di tale tecnologia in piccola scala, ovvero in edifici, anche se queste non risultano esser economicamente vantaggiose per le sfavorevoli economie di scala. Inoltre, per una capacità di stoccaggio significativa è necessario una cospicua riserva d’acqua che risulta essere un adattamento difficile in realtà urbane. Tuttavia, alcuni autori difendono la loro semplicità tecnologica e valutano il sicuro approvvigionamento di acqua richiesta come un'importante esternalità.

### Piccoli impianti idroelettrici
I piccoli impianti idroelettrici hanno tecnologie analoghe a quelle delle centrali idroelettriche di maggiori dimensioni, sono caratterizzate dal fatto di avere una potenza installata ridotta che comporta l'utilizzo di strutture di dimensioni molto minori rispetto ad una diga normale, più sicure, grazie al minore volume d'acqua nel bacino e di basso impatto ambientale e paesaggistico. Generalmente un impianto è classificato come piccolo idroelettrico entro i 10 MW di potenza installata, ma la definizione varia in base allo stato in cui è realizzato l'impianto.
Il piccolo idroelettrico ha delle peculiarità rispetto alle centrali idroelettriche di grande taglia, oltre ai vantaggi dell'uso di un'energia rinnovabile:
- Investimenti contenuti: la realizzazione generalmente avviene su acqua fluente che non richiede la costruzione di opere particolarmente costose (come le grosse dighe). Questo permette un veloce ritorno dell'investimento;
- Consente un miglioramento delle condizioni idrogeologiche del territorio;
- Contribuisce alla riduzione dell'effetto serra, e quindi beneficia dei certificati verdi per la produzione di energia da fonti rinnovabili.

## Prestazioni

### Potenza
La potenza di un impianto idroelettrico dipende da due termini:
- il salto, o prevalenza: dislivello esistente fra la quota a cui è disponibile la risorsa idrica da sfruttare e il livello a cui la stessa viene restituita dopo il passaggio attraverso l'impianto
- la portata: la massa d'acqua che fluisce attraverso l'impianto nell'unità di tempo.

In base alla potenza nominale, si distinguono: 
- micro-impianti: potenza < 100 kWp
- mini-impianti: 100 kWp – 1 MWp
- piccoli impianti: 1 – 10 MWp
- grandi impianti: > 10 MWp.

### Caduta
Gli impianti possono essere classificati anche in base alla caduta o salto (H):
- caduta: H < 20 m
- Media caduta: H = 20–100 m
- Alta caduta: H = 100–1000 m
- Altissima caduta: H > 1000 m

### Portata
Infine, possono essere classificati in portata (Q)
- Piccola portata: Q < 10 m³/s
- Media portata: Q = 10–100 m³/s
- Grande portata: Q = 100–1000 m³/s
- Altissima portata: Q > 1000 m³/s

## Centrali idroelettriche più potenti nel mondo
| Pos. | Denominazione           | Paese            | Entrata in funzione | Potenza nominale (MW) |
| ---- | ----------------------- | ---------------- | ------------------- | --------------------- |
| 1    | Diga delle Tre Gole     | Cina             | 2006                | 22.500                |
| 2    | Diga di Baihetan        | Cina             | 2021                | 16.000                |
| 3    | Diga di Itaipú          | Brasile Paraguay | 1984                | 14.000                |
| 4    | Xiluodu                 | Cina             | 2013                | 13.860                |
| 5    | Bel Monte               | Brasile          | 2019                | 11.233                |
| 6    | Diga di Guri            | Venezuela        | 1978                | 10.235                |
| 7    | Diga di Wudongde        | Cina             | 2021                | 10.200                |
| 8    | Tucuruí                 | Brasile          | 1984                | 8.370                 |
| 9    | Diga di Xiangjiaba      | Cina             | 2014                | 7.798                 |
| 10   | Diga della Grand Coulee | Stati Uniti      | 1942                | 6.809                 |

## Centrali idroelettriche più potenti in Italia
| Pos. | Denominazione                            | Comune          | Prov. | Entrata in funzione | Potenza nominale (MW) | Società          |
| ---- | ---------------------------------------- | --------------- | ----- | ------------------- | --------------------- | ---------------- |
| 1    | Centrale idroelettrica Luigi Einaudi     | Entracque       | CN    | 1982                | 1 300                 | Enel Green Power |
| 2    | Centrale di Edolo                        | Edolo           | BS    |                     | 1 000                 | Enel Green Power |
| 3    | Domenico Cimarosa                        | Presenzano      | CE    |                     | 1 000                 | Enel Green Power |
| 4    | San Fiorano                              | Sellero         | BS    |                     | 568                   | Enel Green Power |
| 5    | Galleto                                  | Terni           | TR    |                     | 530                   | ERG              |
| 6    | Centrale di San Giacomo                  | Fano Adriano    | TE    |                     | 448                   | Enel Green Power |
| 7    | Centrale idroelettrica di Grosio         | Grosio          | SO    |                     | 431                   | A2A              |
| 8    | Centrale idroelettrica di Santa Massenza | Vallelaghi      | TN    |                     | 350                   | Dolomiti Energia |
| 9    | Centrale idroelettrica di Bargi          | Camugnano       | BO    |                     | 330                   | Enel Green Power |
| 10   | Centrale idroelettrica di Venaus         | Venaus          | TO    |                     | 250                   | Enel Green Power |
| 11   | Centrale idroelettrica di Fadalto        | Vittorio Veneto | TV    |                     | 250                   | Enel Green Power |
| 12   | Centrale idroelettrica di Premadio       | Valdidentro     | SO    |                     | 245                   | A2A              |
| 13   | Centrale idroelettrica di Soverzene      | Soverzene       | BL    |                     | 240                   | Enel Green Power |
| 14   | Centrale idroelettrica di Timpagrande    | Cotronei        | KR    |                     | 213                   | A2A              |
| 15   | Impianti Idroelettrici Somplago          | Cavazzo Carnico | UD    |                     | 172,8                 | A2A              |

## Produzione mondiale di energia idroelettrica
| #  | Nazione       | 2020    |
| -- | ------------- | ------- |
| 1  | Cina          | 370 160 |
| 2  | Brasile       | 109 318 |
| 3  | Stati Uniti   | 103 058 |
| 4  | Canada        | 81 058  |
| 5  | Russia        | 51 811  |
| 6  | India         | 50 680  |
| 7  | Giappone      | 50 016  |
| 8  | Norvegia      | 33 003  |
| 9  | Turchia       | 30 984  |
| 10 | Francia       | 25 897  |
| 11 | Italia        | 22 448  |
| 12 | Spagna        | 20 114  |
| 13 | Vietnam       | 18 165  |
| 14 | Venezuela     | 16 521  |
| 15 | Svezia        | 16 479  |
| 16 | Svizzera      | 15 571  |
| 17 | Austria       | 15 147  |
| 18 | Iran          | 13 233  |
| 19 | Messico       | 12 671  |
| 20 | Colombia      | 12 611  |
| 21 | Argentina     | 11 348  |
| 22 | Germania      | 10 720  |
| 23 | Pakistan      | 10 002  |
| 24 | Paraguay      | 8 810   |
| 25 | Australia     | 8 528   |
| 26 | Laos          | 7 376   |
| 27 | Portogallo    | 7 262   |
| 28 | Cile          | 6 934   |
| 29 | Romania       | 6 684   |
| 30 | Corea del Sud | 6 506   |
| 31 | Ucraina       | 6 329   |
| 32 | Malaysia      | 6 275   |
| 33 | Indonesia     | 6 210   |
| 34 | Perù          | 5 735   |
| 35 | Nuova Zelanda | 5 389   |
| 36 | Tagikistan    | 5 273   |
| 37 | Ecuador       | 5 098   |